# Étienne François Girard
Pour les articles homonymes, voir Girard.
Étienne François Girard, né le 7 novembre 1766 à Châteaudun et mort le 10 juillet 1846 à Toulon, est un militaire français, colonel d'état-major en état de retraite, lors de sa première nomination de maire.

## Biographie
Fils de Jean Étienne Girard, vigneron à Châteaudun, et de Marie Guyot, Étienne François Girard est né le 7 novembre 1766 à Châteaudun, dans l'actuel département d'Eure-et-Loir. 
Le 26 juillet 1814, à Toulon, il épouse Marguerite Claire Francoise Romain, veuve de Pierre Francois Gueyrard, chirurgien de la Marine, et fille de Toussaint Romain, ingénieur de la Marine, architecte de la ville de Toulon.
Il meurt le 10 juillet 1846 .

### Carrière

#### Carrière militaire
Entré comme soldat au Régiment de Neustrie, le 27 juillet 1784, il monte en grade rapidement : le 20 juillet 1789, il devient caporal ; le 4 juin 1791, il devient sergent : Il participe à la campagne d'Alger, et au siège de Toulon ; le 30 frimaire an II, il devient sous-lieutenant. Le 12 fructidor an III, il est nommé aide de camp du général Guilbert. Le 2 pluviôse an V; il est nommé au 69e régiment, avec le grade de capitaine. Il participe à la Campagne d'Italie, et sera également en Allemagne, Prusse, Espagne et Portugal. Lors de ses combats, il sera blessé par 4 fois.

#### Carrière politique - Maire de Toulon
Il est nommé à trois reprises maire de la commune de Toulon :
1. par ordonnance royale du 17 novembre 1819, en remplacement de François Morin de Louvigne, décédé, installé le 4 décembre 1819. Il est confirmé dans ses fonctions lors du renouvellement quinquennal, par ordonnance royale du 14 mars 1821, installé le 7 avril suivant et donne sa démission le 11 mai 1822, remplacé par Jean Baptiste Lacroix, vicomte Charrier de Moissard.
2. Après la Révolution de 1830, il est nommé maire par ordonnance royale du 1er octobre 1830, en remplacement de Casimir Chrysostome Martini, maire provisoire, installé le 12 octobre 1830. Il démissionne le 26 mars 1832, remplacé par l'avocat Jean Guieu.
3. Nommé une troisième fois maire de Toulon par ordonnance royale du 31 décembre 1836, en remplacement de son prédécesseur. Arrivé au terme de son mandat le 6 septembre 1837, il est remplacé par le colonel du génie en retraite Charles Antoine Pinot, lors du renouvellement triennal.

## Distinctions
Il est nommé chevalier de la Légion d'honneur le 17 janvier 1805, puis officier le 18 février 1808. 

## Œuvre
- « Souvenirs militaires du Colonel Girard 1766-1846 », aux éditions du grenadier,  (ISBN 978-2758700692)[3]